# Miasteczko Salem (film 1979)
Miasteczko Salem (ang. Salem's Lot) – amerykański horror z 1979 w reżyserii Tobe’a Hoopera, ekranizacja powieści Miasteczko Salem (1975) Stephena Kinga.

## Zarys fabularny
Salem jest niewielkim, prowincjonalnym miasteczkiem w Stanach Zjednoczonych. Pewnego dnia zaczynają się tam dziać rzeczy przerażające – znikają ludzie, inni umierają w dziwnych okolicznościach. 

## Obsada
- David Soul jako Ben Mears
- James Mason jako Straker
- Lance Kerwin jako Mark Petrie
- Bonnie Bedelia jako Susan Norton
- Lew Ayres jako Jason Burke
- Julie Cobb jako Bonnie Sawyer
- George Dzundza jako Cully Sawyer